# فريتس هركنرات
فريتس هركنرات (بالألمانية: Fritz Herkenrath) (مواليد 9 سبتمبر 1928 في كولونيا - الوفاة 18 أبريل 2016)، كان لاعب كرة قدم ألماني دولي سابق كان يلعب كحارس مرمى. اعتزل اللعب عام 1965. سبق له أن لعب في كأس العالم لكرة القدم مع منتخب بلاده. بدأ مسيرته الرياضية عام 1946.

## المسيرة الاحترافية

### أندية لعب لها
- نادي كولن
- روت-ويس إيسن